# Joseph Galante
Joseph Anthony Galante (ur. 2 lipca 1938 w Filadelfii, Pensylwania, zm. 25 maja 2019 w Somers Point, New Jersey) – amerykański duchowny katolicki, biskup Camden w metropolii Newark w latach 2004-2013.

## Życiorys
Po ukończeniu seminarium w Wynnewood otrzymał w dniu 16 maja 1964 święcenia kapłańskie. Skierowany na dalsze studia w Rzymie, uzyskał w 1968 doktorat z prawa kanonicznego na Uniwersytecie Gregoriańskim. Był m.in. wykładowcą w seminarium w Overbrook oraz wikariuszem biskupim ds. zakonów. Od 1987 pracował w Kurii Rzymskiej jako podsekretarz Kongregacji ds. Instytutów Życia Konsekrowanego i Stowarzyszeń Życia Apostolskiego.
13 października 1992 otrzymał nominację na biskupa pomocniczego archidiecezji San Antonio ze stolicą tytularną Equilium. Po dwóch latach mianowany ordynariuszem Beaumont w Teksasie. 23 listopada 1999 przeniesiony na stanowisko koadiutora biskupa Dallas. Sukcesji w diecezji nie objął, ponieważ 23 maja 2004 mianowany został biskupem Camden w New Jersey. Ingres odbył się 30 kwietnia 2004.
29 września 2011 ogłosił, iż od roku cierpi na przewlekłą chorobę nerek, która jest już w końcowoym IV stadium.
8 stycznia 2013 papież Benedykt XVI przyjął jego rezygnację z funkcji ordynariusza.
Zmarł w szpitalu w Somers Point 25 maja 2019.